# The Perth Regiment
The Perth Regiment, littéralement « Le Régiment Perth », était un régiment d'infanterie de l'Armée canadienne des Forces armées canadiennes. Il fut créé en 1866 à Stratford en Ontario. En 1965, il fut réduit à un effectif nul et transféré à l'ordre de bataille supplémentaire.

## Perpétuation
The Perth Regiment perpétue l'histoire du 110th "Overseas" Battalion, CEF, un bataillon du Corps expéditionnaire canadien (CEC ou CEF en anglais) ayant servi au cours de la Première Guerre mondiale.

## Histoire

### Lignée
Le 28th "Perth Battalion of Infantry" fut créé le 14 septembre 1866 à Stratford en Ontario. Le 8 mai 1900, il fut renommé en 28th Perth Regiment, puis, le 29 mars 1920, en The Perth Regiment. Le 15 décembre 1936, il fut amalgamé avec la compagnie C du 2nd Machine Gun Battalion, CMGC (aujourd'hui The Royal Canadian Regiment) et fut renommé The Perth Regiment (Machine Gun). Le 7 novembre 1940, il fut renommé en 2nd (Reserve) Battalion, The Perth Regiment (Machine Gun), puis, le 1er avril 1941, en 2nd (Reserve) Battalion, « The Perth Regiment (Motor). Il reprit le nom de The Perth Regiment le 1er avril 1946. Le 1er octobre 1954, il fut amalgamé avec le Highland Light Infantry of Canada et renommé en The Perth and Waterloo Regiment (Highland Light Infantry of Canada). Le 1er avril 1957, les deux régiments furent de nouveau séparés et réadoptèrent leurs noms initiaux. Le 28 février 1965, The Perth Regiment fut réduit à un effectif nul et transféré à l'ordre de bataille supplémentaire.

### Première Guerre mondiale

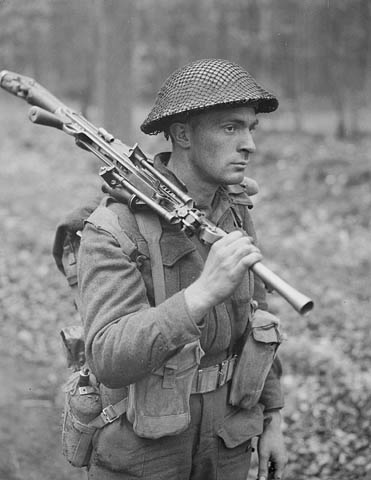
Un soldat du Perth Regiment durant la Seconde Guerre mondiale

Le 6 août 1914, des éléments du Perth Regiment furent mobilisés pour le service actif afin de fournir des services de protection locaux
The Perth Regiment perpétue l'histoire du 110th "Overseas" Battalion, CEF. Celui-ci fut créé le 22 décembre 1915 et s'embarqua pour la Grande-Bretagne le 31 octobre 1916. Le 2 janvier 1917, son personnel fut transféré au 8th Reserve Battalion, CEF et servit de renforts aux troupes canadiennes en campagne. Le 17 juillet 1917, le bataillon fut dissous.

### Seconde Guerre mondiale
Le 1er septembre 1939, The Perth Regiment mobilisa The Perth Regiment (Machine Gun), CASF pour le service actif. Le 7 novembre 1940, ce dernier fut renommé en 1st Battalion, The Perth Regiment (Machine Gun), CASF, puis, le 11 février 1941, en 1st Battalion, The Perth Regiment (Motor), CASF. Le 9 octobre 1941, il s'embarqua pour la Grande-Bretagne. Le 31 janvier 1943, il fut renommé en 1st Battalion, The Perth Regiment, CIC, CASF. Le 8 novembre 1943, il débarque en Italie en tant que composante de la 11e Brigade d'infanterie de la 5e Division blindée canadienne. À partir de mars 1945 jusqu'à la fin de la guerre, il combattit dans le Nord-Ouest de l'Europe au sein du 1er Corps canadien. Le 31 janvier 1946, il fut dissous.

## Insigne
L'insigne du Perth Regiment est un sautoir d'azur accosté de deux chardons de couleurs naturelles avec une feuille d'érable brochante chargée d'un tourteau d'azur portant l'écu du comté de Perth, où était basé le régiment, d'argent sommé d'un castor également d'argent encerclé par un anneau d'azur liséré d'argent portant l'inscription « THE PERTH REGIMENT », c'est-à-dire le nom du régiment, en lettre d'or sommé de la couronne royale de couleurs naturelles et soutenu d'un listel d'azur liséré d'argent portant l'inscription « AUDAX ET CAUTUS », c'est-à-dire la devise du régiment. La feuille d'érable symbolise le service au Canada et la couronne le service au souverain. Le sautoir et les chardons sont des symboles écossais rappelant que le régiment est une unité des hautes terres (highland) puisque le sautoir représente la croix de saint André, le patron de l'Écosse, et les chardons sont l'emblème floral de l'Écosse.